# Poul Jensen (astronomo)
| 3033 Holbaek          | 5 marzo 1984      |
| 3318 Blixen           | 23 aprile 1985    |
| 3459 Bodil            | 2 aprile 1986     |
| 3596 Meriones         | 14 novembre 1985  |
| 3782 Celle            | 3 ottobre 1986    |
| 3796 Lene             | 6 dicembre 1986   |
| 3830 Trelleborg       | 11 settembre 1986 |
| 3858 Dorchester       | 3 ottobre 1986    |
| 3864 Søren            | 6 dicembre 1986   |
| 3934 Tove             | 23 febbraio 1987  |
| 3948 Bohr             | 15 settembre 1985 |
| 3956 Caspar           | 3 novembre 1988   |
| 3989 Odin             | 8 settembre 1986  |
| 3990 Heimdal          | 25 settembre 1987 |
| 4059 Balder           | 29 settembre 1987 |
| 4088 Baggesen         | 3 aprile 1986     |
| 4092 Tyr              | 8 ottobre 1986    |
| 4213 Njord            | 25 settembre 1987 |
| 4452 Ullacharles      | 7 settembre 1988  |
| 4453 Bornholm         | 3 novembre 1988   |
| 4484 Sif              | 25 febbraio 1987  |
| 4572 Brage            | 8 settembre 1986  |
| 4669 Høder            | 27 ottobre 1987   |
| 4862 Loke             | 30 settembre 1987 |
| 4894 Ask              | 8 settembre 1986  |
| 4895 Embla            | 13 ottobre 1986   |
| 5024 Bechmann         | 14 novembre 1985  |
| 5030 Gyldenkerne      | 3 novembre 1988   |
| 5051 Ralph            | 24 settembre 1984 |
| 5106 Mortensen        | 19 febbraio 1987  |
| 5116 Korsør           | 13 marzo 1988     |
| 5118 Elnapoul         | 7 settembre 1988  |
| 5119 Imbrius          | 8 settembre 1988  |
| 5165 Videnom          | 11 febbraio 1985  |
| 5171 Augustesen       | 25 settembre 1987 |
| 5173 Stjerneborg      | 13 marzo 1988     |
| 5320 Lisbeth          | 14 novembre 1985  |
| 5321 Jagras           | 14 novembre 1985  |
| 5323 Fogh             | 13 ottobre 1986   |
| 5427 Jensmartin       | 13 maggio 1986    |
| 5505 Rundetaarn       | 6 novembre 1986   |
| 5900 Jensen           | 3 ottobre 1986    |
| 6000 United Nations   | 27 ottobre 1987   |
| 6085 Fraethi          | 25 settembre 1987 |
| 6119 Hjorth           | 6 dicembre 1986   |
| 6184 Nordlund         | 26 ottobre 1987   |
| 6959 Mikkelkocha      | 3 novembre 1988   |
| 7559 Kirstinemeyer    | 14 novembre 1985  |
| 7931 Kristianpedersen | 13 marzo 1988     |
| 8820 Anjandersen      | 14 novembre 1985  |
| 10048 Grönbech        | 3 ottobre 1986    |
| 10066 Pihack          | 1º dicembre 1988  |
| 10723 Tobiashinse     | 3 ottobre 1986    |

Poul Jensen (...) è un astronomo danese.
È tra i più prolifici scopritori di asteroidi. Il Minor Planet Center gli accredita la scoperta di 98 asteroidi, parte dei quali in collaborazione con Karl A. Augustesen e Hans Jørn Fogh Olsen.
Ha inoltre co-scoperto, con Carolyn Shoemaker, la cometa C/1987 G1 Jensen-Shoemaker.
Ha lavorato per 35 anni all'osservatorio di Brorfelde in Danimarca.
Gli è stato dedicato l'asteroide 5900 Jensen.